# Suncrown
«Suncrown» — симфо-метал гурт, який створили у 2011 році клавішник Олег Біблий (Україна) і Даррен Крісп (США). Пізніше до них приєдналися соло-гітарист Густаво Бонфа (Бразилія) і басист Едерсон Прадо (Бразилія).
У липні 2011 року Suncrown випустили свій перший відеокліп «Follow Your Dream». У листопаді 2012 року вийшов перший повноформатний альбом Follow your Dream, а 10 січня 2014 року — другий альбом під назвою You're Not Alone.

## Склад гурту

### Поточний склад
- Олег Біблий (Oleg Biblyi) — клавішні
- Ulrich Keller — Guitar

### Колишні учасники
- Gustavo Bonfá — гітара
- Даррен Крісп (Darren Crisp) — вокал
- Juliana Furlani — вокал
- Sindre Flo Myskja — соло і ритм-гітара
- Kevin Ellerby — гітара
- Tim Zuidberg — ударні
- Ederson Prado — бас-гітара
- Ugur Kerem Cemiloglu — флейта

## Дискографія
- Follow Your Dream (2012)
- You Are Not Alone (2014)
- Invincible (2021)